# 久寺家城
久寺家城（くじけじょう）は、千葉県我孫子市久寺家にあった日本の城。同城についての記録は全くなく、詳細は不明である。

## 概要
現在、城跡は宅地化が進み、遺構はほとんど残っていない。ただし、一部は明王山寳蔵寺の寺領になっており、その南西の林の中に腰曲輪状の平坦地が残っている。

## 構造
利根川南岸の湿地帯に入る久寺家谷津に面している標高20mの台地上にあり、長方形の形を成している。この台地は南東を除いた三方が低地に接し、南東はつくし野川が流れる。この川は城の北側にある谷津と合わさり、水田地帯の水路を通り、利根川に出ている。中世には常陸川が台地の下まで伸びていたと考えられている。

## 歴史
久寺家城について記した資料は全くないため、誰がいつ築城したのか、またいつ廃城になったのか、全くわからない。ただし南側に250mほどの場所に位置する我孫子城が高城氏の家臣である我孫子氏の居城であったと言われており、あるいはその支城ではないか、という説がある。